# Cairaclia, Ismail
Cairaclia, întâlnit și sub forma Loșcinovca (în ucraineană Лощинівка, transliterat: Loșciînivka) este un sat în comuna Sofian-Trubaiovca din raionul Ismail, regiunea Odesa, Ucraina. Are 1,350 locuitori, preponderent bulgari.
Satul este situat la o altitudine de 31 metri, în partea centrală a raionului Ismail, la o distanță de 13 km de orașul Ismail.
Până în anul 1947 satul a purtat denumirea oficială de Cairaclia (în ucraineană Кайраклия), în acel an el fiind redenumit Loșcinîvka.

## Istoric
Localitatea Cairaclia se află pe teritoriul regiunii istorice Bugeac (Basarabia de sud) a Principatului Moldovei.
Prin Tratatul de pace de la București, semnat pe 16/28 mai 1812, între Imperiul Rus și Imperiul Otoman, la încheierea războiului ruso-turc din 1806 – 1812, Rusia a ocupat teritoriul de est al Moldovei dintre Prut și Nistru, pe care l-a alăturat Ținutului Hotin și Basarabiei/Bugeacului luate de la turci, denumind ansamblul Basarabia (în 1813) și transformându-l într-o gubernie împărțită în zece ținuturi (Hotin, Soroca, Bălți, Orhei, Lăpușna, Tighina, Cahul, Bolgrad, Chilia și Cetatea Albă, capitala guberniei fiind stabilită la Chișinău).
La începutul secolului al XIX-lea, conform recensământului efectuat de către autoritățile țariste în anul 1817, satul Cairaclia (Cairaclâe) făcea parte din Ocolul Izmailului a Ținutului Ismail .
După războiul ruso-turc, începând din anul 1821 s-au stabilit aici familii de imigranți bulgari din sudul Dunării, aceștia primind terenuri de la ocupanții ruși ai Basarabiei.
În urma Tratatului de la Paris din 1856, care încheia Războiul Crimeii (1853-1856), Rusia a retrocedat Moldovei o fâșie de pământ din sud-vestul Basarabiei (cunoscută sub denumirea de Cahul, Bolgrad și Ismail). În urma acestei pierderi teritoriale, Rusia nu a mai avut acces la gurile Dunării. În urma Unirii Moldovei cu Țara Românească din 1859, acest teritoriu a intrat în componența noului stat România (numit până în 1866 "Principatele Unite ale Valahiei și Moldovei"). În urma Tratatului de pace de la Berlin din 1878, România a fost constrânsă să cedeze Rusiei acest teritoriu.
După Unirea Basarabiei cu România la 27 martie 1918, satul Cairaclia a făcut parte din componența României, în Plasa Bolgrad a județului Ismail. Pe atunci, majoritatea populației era formată din bulgari, existând și comunități mici de români și de ruși. La recensământul din 1930, s-a constatat că din cei 1.427 locuitori din sat, 1.286 erau bulgari (90.12%), 88 români (6.17%), 37 ruși (2.59%), 7 greci și 6 ucraineni. La 1 ianuarie 1940, din cei 1.694 locuitori ai satului, 1.658 erau bulgari (97.84%), 14 ruși (0.83%), 8 români (0.47%), 7 polonezi și 7 greci.
În anul 1924, o parte dintre locuitorii bulgari din sat au participat la Răscoala de la Tatarbunar (încercare de lovitură de stat bolșevică comandată de la Moscova, cu scopul de produce ruperea Basarabiei de România și anexarea ei la URSS), 11 localnici fiind arestați după înăbușirea revoltei.
Ca urmare a Pactului Ribbentrop-Molotov (1939), Basarabia, Bucovina de Nord și Ținutul Herța au fost anexate de către URSS la 28 iunie 1940. După ce Basarabia a fost ocupată de sovietici, Stalin a dezmembrat-o în trei părți. Astfel, la 2 august 1940, a fost înființată RSS Moldovenească, iar părțile de sud (județele românești Cetatea Albă și Ismail) și de nord (județul Hotin) ale Basarabiei, precum și nordul Bucovinei și Ținutul Herța au fost alipite RSS Ucrainene. La 7 august 1940, a fost creată regiunea Ismail, formată din teritoriile aflate în sudul Basarabiei și care au fost alipite RSS Ucrainene .
În perioada 1941-1944, toate teritoriile anexate anterior de URSS au reintrat în componența României. Apoi, cele trei teritorii au fost reocupate de către URSS în anul 1944 și integrate în componența RSS Ucrainene, conform organizării teritoriale făcute de Stalin după anexarea din 1940, când Basarabia a fost ruptă în trei părți. În cel de-al doilea război mondial, au luptat și 6 săteni din Cairaclia, aceștia fiind decorați ulterior cu ordine și medalii ale URSS.
În anul 1947, autoritățile sovietice au schimbat denumirea oficială a satului din cea de Cairaclia în cea de Loșcinîvka. În anul 1954, Regiunea Ismail a fost desființată, iar localitățile componente au fost incluse în Regiunea Odesa. În perioada ocupației sovietice, mai precis în deceniul 1966-1976, în sat au fost construite și reconstruite 150 de case individuale și 12 km de drumuri.
Începând din anul 1991, satul Cairaclia face parte din raionul Ismail al regiunii Odesa din cadrul Ucrainei independente. În prezent, satul are 1.350 locuitori, preponderent bulgari.
În sat se află trei magazine, restaurante și un hotel turistic.

## Personalități
În satul Cairaclia s-a născut în 1890 agricultorul și industriașul de etnie lipoveană Ștefan G. Chirilov, tatăl cunoscutului cronicar sportiv și scriitor român Ioan Chirilă (1925-1999). Ștefan Chirilov a fost în perioada interbelică primar al comunei Cairaclia și președinte a Băncii Populare din aceeași comună .
- Victor Pimsner (1920 - 2000), aviator, profesor universitar

## Demografie
Componența lingvistică a comunei Cairaclia
     Bulgară (61,56%)
     Rusă (26,96%)
     Ucraineană (6%)
     Română (3,26%)
     Alte limbi (0,59%)
Conform recensământului din 2001, majoritatea populației comunei Cairaclia era vorbitoare de bulgară (61,56%), existând în minoritate și vorbitori de rusă (26,96%), ucraineană (6%) și română (3,26%).
1930: 1.427 (recensământ) 
1940: 1.694 (estimare)
2001: 1.350 (recensământ)

## Obiective turistice
- Monumentul lui V.I. Lenin
- Monumentul victoriei poporului sovietic în Marele război pentru apărarea patriei